# Annamanum yunnanum
Annamanum yunnanum là một loài bọ cánh cứng trong họ Cerambycidae.